# でか☆むす
『でか☆むす』は、オルトダッシュが開発し2015年10月23日からGREEおよびMobageで提供しているソーシャルゲーム。2016年4月28日にサービスを終了した。

## 概要
オルトプラスとグリーの合弁企業・オルトダッシュが開発し、2015年8月27日に事前登録を開始した。同年10月23日にGREE、Mobageでサービス開始。ゲーム開始当初からフロントウイングとのコラボレーションを積極的に実施しており2015年10月30日から11月19日までは『グリザイアの果実』、2016年2月10日から2月24日までは『果つることなき未来ヨリ』とコラボレーションしている。
2016年2月29日に、4月28日付でサービスを終了することが発表された。

## ストーリー
周囲を海に囲まれ、香水や高級化粧品を産出する“乙女育成国家”あまぞねす。この国には世界中から多くの少女たちが留学しているが、突如として少女たちが巨大化して暴れ出す怪現象に見舞われ、国家存亡の立たされてしまう。
事態を憂慮したあまぞねす政府は「でかむす」と呼ばれる巨大娘たちを元に戻して平和を回復するため「女を知り尽くした」ことが自慢の男・RR‐18を呼び寄せる。RR-18はサポーターの月野あるてと協力しながら「でかむす」となって暴れ回る少女たちを鎮めて元に戻し、この騒動を引き起こしている黒幕の正体を探るのだが……!?

## ゲーム内容
主人公のRR-18とサポーターの月野あるてはフィールドを進行しながら巨大化して暴れ回っている「でかむす」を捜索する。「でかむす」が登場する際は周囲に霧が立ち込め、そのまましばらく探索を進めると「でかむす」が出現してバトルモードとなるが霧から脱出してそのままフィールド探索に戻ることも出来る。
バトルモードでは、仲間の少女を最大5人までチーム編成して「でかむす」と対決する。倒した「でかむす」は元の大きさに戻り、仲間に加えることが出来る。各エリアは複数のフィールドで区切られており、全てのフィールドを踏破し終えると少女を「でかむす」化して混乱を引き起こしている組織の幹部がボスとして出現するので、撃破すると次のエリアに進める。